# 밍크 스톨
밍크 스톨(Mink Stole, 1947년 8월 25일 ~ )은 미국의 배우이다. 존 워터스 감독 작품의 단골 제작진과 출연진을 가리키는 드림랜더스(Dreamlanders)의 주요 배우 중 한 명이다.

## 출연 작품
- 허쉬 업 스위트 샤롯 (2015)
- 이팅 아웃: 더 오픈 위크앤드 (2011)
- 올 어바웃 이블 (2010)
- 스턱! (2009)
- 이웃 (2009)
- 이팅 아웃: 올 유 캔 이트 (2009)
- 어나더 게이 무비 (2006)
- 이팅 아웃 2 (2006)
- 프러팅 위드 안소니 (2005)
- 더티 쉐임 (2004)
- 세실 B. 디멘티드 (2000)
- 크레이지 인디펜던스데이 (2000)
- 나는 네가 지난 13일 금요일 밤에 한 일을 알고 있다 (2000)
- 하지만 나는 치어리더예요 (1999)
- 키싱 투나잇 (1999)
- 디바인 트래쉬 (1998)
- 유혹 (1998, The Treat)
- 포토그래퍼 (1998)
- 로스트 하이웨이 (1997)
- 다크 씨크리트 (1995)
- 시리얼 맘 (1994)
- 에로스의 빨간 하이힐 (1991)
- 사랑의 눈물 (1990)
- 헤어스프레이 (1988)
- 폴리에스터 (1981)
- 자포자기의 삶 (1977)
- 암컷 소동 (1975)
- 핑크 플라밍고 (1972)
- 멀티플 매니악 (1970)
- 몬도 트라쇼 (1969)